# Бланчард (Міссурі)
Бланчард (англ. Blanchard) — переписна місцевість (CDP) в США, в окрузі Атчісон штату Міссурі. Населення — 27 осіб (2020).

## Географія
Бланчард розташований за координатами 40°34′30″ пн. ш. 95°12′40″ зх. д. / 40.57500° пн. ш. 95.21111° зх. д. (40.574894, -95.211006).  За даними Бюро перепису населення США в 2010 році переписна місцевість мала площу 1,37 км², уся площа — суходіл.

## Демографія
Згідно з переписом 2010 року, у переписній місцевості мешкали 22 особи в 9 домогосподарствах у складі 6 родин. Густота населення становила 16 осіб/км².  Було 15 помешкань (11/км²).
Расовий склад населення:
| - 100,0 % — білих |

До двох чи більше рас належало 0,0 %. Частка іспаномовних становила 0,0 % від усіх жителів.
За віковим діапазоном населення розподілялося таким чином: 40,9 % — особи молодші 18 років, 50,0 % — особи у віці 18—64 років, 9,1 % — особи у віці 65 років та старші. Медіана віку мешканця становила 33,5 року. На 100 осіб жіночої статі у переписній місцевості припадало 120,0 чоловіків;  на 100 жінок у віці від 18 років та старших — 160,0 чоловіків також старших 18 років.
Цивільне працевлаштоване населення становило 22 особи. Основні галузі зайнятості: виробництво — 45,5 %, науковці, спеціалісти, менеджери — 27,3 %, освіта, охорона здоров'я та соціальна допомога — 27,3 %.